# 欧奈苏克雷西
欧奈苏克雷西（法語：Aunay-sous-Crécy，法語發音：[onɛ su kʁesi]，意为“克雷西下方的欧奈”）是法国厄尔-卢瓦省的一个市镇，属于德勒区。

## 地理
欧奈苏克雷西（48°40'13"N, 1°18'17"E）面积8.45 平方千米，位于法国中央-卢瓦尔河谷大区厄尔-卢瓦省，该省份为法国北部内陆省份，北起顺时针与厄尔省、伊夫林省、埃松省、卢瓦雷省、卢瓦-谢尔省、萨尔特省和奧恩省接壤。
与欧奈苏克雷西接壤的市镇（或旧市镇、城区）包括：特雷翁、克雷西库韦、索尔尼耶尔。

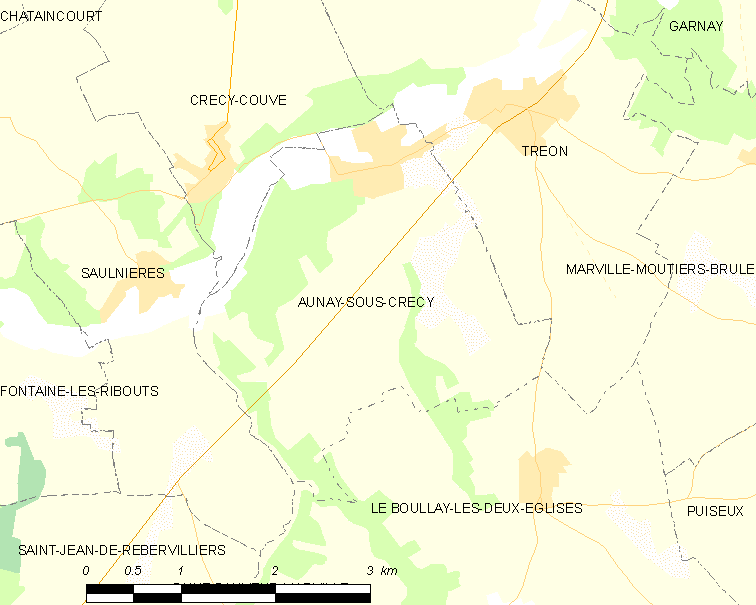
欧奈苏克雷西的OSM定位图

欧奈苏克雷西的时区为UTC+01:00、UTC+02:00（夏令时）。

## 行政
欧奈苏克雷西的邮政编码为28500，INSEE市镇编码为28014。

## 政治
欧奈苏克雷西所属的省级选区为德勒第一县。

## 人口

1962-2008年间欧奈苏克雷西人口变化图示

欧奈苏克雷西于2022年1月1日时的人口数量为659人。